# Kraljevina Ilirija
Kraljevina Ilirija bila je administrativna jedinica Austrijskog Carstva od 1816. do 1849. godine, nastala od dijela nekadašnjih Napoleonovih Ilirskih pokrajina - zapadnog i središnjeg dijela današnje Slovenije, Koruške, sjeverozapadne i zapadne Hrvatske (Napoleonova Civilna Hrvatska) te sjeveroistočne Italije (provincije Trst i Gorica).
Tek nakon dugog i opetovanog traženja vratio je kralj godine 1822. Hrvatskoj onaj dio njezinog teritorija koji je ušao u sastav Kraljevine Ilirije (tzv. prekosavska Hrvatska, tj. nekadašnja pokrajina Civilna Hrvatska Napoleonovih Ilirskih pokrajina, od 1816. do 1822. tzv. Karlovački kapetanat; te grad Rijeka), ali bez Istre.
Jedinstvena upravna struktura Kraljevine nije nikad uspostavljena, pa je od 1822. do 1849. središnja vlast djelovala putem c. k. Vlade u Ljubljani (k.k. Gubernium in Laibach, I. R. Governo in Lubiana) za Kranjsku i Korušku, tj. za okruge Ljubljana, Postojna, Novo Mesto, Klagenfurt (Celovec) i Villach (Beljak) te c. k. Vlade za Primorje u Trstu (k.k. Gubernium des Küstenlandes in Triest, I. R. Governo del Litorale in Trieste) za grad Trst s okolicom (kao "slobodni carski grad", Trst nije bio dijelom nekog okruga, već je imao upravu naziva "Magistrat za političko-gospodarske poslove" pod neposrednom upravom Vlade u Trstu), Gorički okrug i Istarski okrug koji je nastao 1825. spajanjem Pazinskog okruga, te zapadne Istre koja je upravno pripadala Trstu. Na crkvenom polju, 1830. gorički nadbiskup dobio je naslov metropolita Ilirije. 
U oktroiranome ustavu iz 1849., premda su njezini sastavni dijelovi posve osamostaljeni i time je zapravo prestala postojati, spominje se kao krunovina sastavljena od Istre, Trsta, Goričke, Kranjske i Koruške. Nakon 1861. u potpunosti su obnobljene krunovine Markgrofovija Istra, Kneževska grofovija Gorička i Gradiška, Slobodni carski grad Trst s okolicom koje su činile Austrijsko primorje, te Vojvodstvo Kranjska i Vojvodstvo Koruška,  a "Kraljevina Ilirija" zadržala se nominalno u vladarskoj tituli do propasti Austro-Ugarske godine 1918.